# Edward Stettinius
Edward Reilly Stettinius Jr. (ur. 22 października 1900, zm. 31 października 1949) – amerykański polityk, sekretarz stanu USA za kadencji prezydentów Franklina D. Roosevelta oraz Harry’ego Trumana. Urząd ten sprawował w latach 1944-45.

## Życiorys
Stettinius przyszedł na świat w Chicago w stanie Illinois. Był młodszym z dwóch synów i trzecim w kolejności z czworga dzieci Edwarda Reilly i Judith Stettinius. Jego matka pochodziła ze stanu Wirginia. Jej przodkowie przybyli do Ameryki z Anglii. Ojciec Stettiniusa, posiadający korzenie niemieckie, pochodził z Saint Louis w stanie Missouri. Uczestniczył w wielu przedsięwzięciach gospodarczych, był m.in. prezesem spółki produkującej zapałki pod szyldem Diamond Match Company, a także jednym ze wspólników w holdingu finansowym J. P. Morgan & Company, a ponadto urzędnikiem Departamentu Wojny podczas I wojny światowej. 
Do roku 1920 Stettinius uczęszczał do Pomfret School. O wyższe wykształcenie starał się na Uniwersytecie w Wirginii, który ukończył w roku 1924 bez stopnia naukowego. 15 maja 1926 Stettinius poślubił Virginię Gordon Wallace, wywodzącą się z zamożnej rodziny z Richmond. W tym samym roku został zastępcą Johna Lee Pratta, wiceprezesa spółki General Motors. W roku 1931 zastąpił Pratta na stanowisku wiceprezesa. W General Motors zajmował się opracowaniem programem zasiłków dla bezrobotnych. Dzięki temu nawiązał kontakt z Franklinem Delano Rooseveltem, dla którego przejściowo pracował w Administracji Narodowej Odnowy (National Recovery Administration). W roku 1934 przeniósł się do koncernu US Steel, gdzie miał zostać jednym z wyższych zarządców. Gdy Roosevelta wybrano na prezydenta USA, Stettinius otrzymał propozycję wstąpienia do rządu w charakterze kierownika Biura Zarządzania Produkcją (Office of Production Management). Dwa lata później został koordynatorem pomocy dla państw alianckich w ramach układu Lend-lease. Stanowisko to utrzymał do roku 1943, gdy objął urząd podsekretarza stanu. W listopadzie 1944 Stettinius przejął od Cordella Hulla obowiązki sekretarza stanu, ze względu na zły stan zdrowia swojego dotychczasowego zwierzchnika.
Stettinius, jako prezes amerykańskiej delegacji na Konferencję Narodów Zjednoczonych w sprawie Organizacji Międzynarodowej, odegrał kluczową rolę w konstruowaniu Organizacji Narodów Zjednoczonych. Był obecny na ceremonii oficjalnego utworzenia ONZ 26 czerwca 1945. Jako sekretarz stanu, podjął decyzję o zwrocie znalezionej w Finlandii książki kodowej władzom ZSRR. 
Po rozszyfrowaniu sporej ich części w ramach projektu Venona, uzyskano później informacje o licznych agentach służb specjalnych ZSRR, zajmujących wysokie pozycje w administracji amerykańskiej. Przyczyny postępowania Stettiniusa w tej kwestii nie zostały wyjaśnione. Wkrótce potem, Stettinius zrezygnował ze stanowiska sekretarza stanu, by objąć posadę pierwszego ambasadora USA przy ONZ. Zrzekł się tej posady w czerwcu 1946 roku, po czym zaciekle krytykował prezydenta Trumana za odmowę wykorzystania ONZ jako narzędzia do rozładowania napięć pomiędzy USA a ZSRR. Na preferowaną w USA opinię, że Zachód uratował świat od niewoli hitlerowskiej, twierdził: Naród amerykański nie powinien zapomnieć, że w 1942 r. był on niedaleko od katastrofy... gdyby Związek Radziecki nie zdołał utrzymać swego frontu, Niemcy zyskałyby możność zagarnięcia Wielkiej Brytanii. Mogłyby one zdobyć także Afrykę, a w tym przypadku potrafiłyby utworzyć przyczółek w Ameryce Łacińskiej.
Przedwcześnie osiwiały, z opaloną twarzą, Stettinius robił na ludziach pozytywne wrażenie swoim wyglądem i życzliwością. Po wycofaniu się z życia politycznego, przez trzy lata pracował jako rektor na uniwersytecie w Wirginii. W rezultacie wieloletniej przyjaźni z Williamem Tubmanem, prezydentem Liberii, uczestniczył w budowaniu organizacji Liberia Company, która dążyła do partnerstwa pomiędzy rządem Liberii a amerykańskimi kapitalistami w celu zgromadzenia funduszy na rozwój tego afrykańskiego państwa. Przez pewien czas pełnił funkcję prezesa tej organizacji. Po przejściu na emeryturę, Stettinius mieszkał w swojej posiadłości w Rapidan River w stanie Wirginia. Zmarł w wyniku zakrzepicy naczyń wieńcowych w domu swojej siostry w Greenwich w stanie Connecticut. Został pochowany w Locust Valley w stanie Nowy Jork.